# اوپگلبئک
شهر اوپگلبئک (به فرانسوی: Opglabbeek) در شهرستان اسلت در استان لمبورگ در منطقه فلاندری در کشور بلژیک واقع شده‌است.